# Ефремовское сельское поселение
Ефремовское сельское поселение — упразднённое муниципальное образование в составе Вяземского района Смоленской области России.
Административный центр — деревня Ефремово.
Образовано Законом Смоленской области от 28 декабря 2004 года. Упразднено Законом Смоленской области от 25 мая 2017 года с включением всех входивших в него населённых пунктов в Кайдаковское сельское поселение.

## Географические данные
- Общая площадь: 100,87 км²
- Расположение: юго-восточная часть Вяземского района
- Граничит:
  - на северо-востоке — Степаниковским сельским поселением
  - на востоке — с Исаковским сельским поселением
  - на юго-востоке — с Тёмкинским районом
  - на юге — с Угранским районом
  - на западе — с Кайдаковским сельским поселением
- Крупные реки: Лосьминка, Вороновка.

## Экономика
Сельхозпредприятия, охотохозяйства, магазины.

## Население
| 2011 | 2012 | 2013 | 2014 | 2015 | 2016 | 2017 |
| ---- | ---- | ---- | ---- | ---- | ---- | ---- |
| 351  | ↗354 | ↗355 | ↗357 | ↗362 | ↘359 | ↘343 |

## Населённые пункты
В состав поселения входили следующие населённые пункты:
- Ефремово, деревня
- Горбы, деревня
- Ежевицы, деревня
- Желтовка, деревня
- Колотовка, деревня
- Кошелево, деревня
- Мануйлино, деревня
- Мелихово, деревня
- Некрасово, деревня
- Неонилово, деревня
- Тякино, деревня
- Устье, деревня

Общая численность населения — 436 человек.